# Hilde Bouchez
Hilde Bouchez (Brugge, 1967) is kunsthistorica, antropoloog, professor designgeschiedenis, auteur en freelance journalist.

## Opleiding en loopbaan
Bouchez volgde de opleiding geschiedenis aan de Universiteit Gent (1985-1989).  Na  haar master in geschiedenis behaalde ze in 1990 een master in antropologie aan de Universiteit Gent. In 2012 verkreeg ze haar doctoraat in de kunstwetenschappen met het proefschrift I don’t care what it is for, I want it! aan de KU Leuven. Tot 2021 was ze hoofd van het Departement Ontwerp en vormgeving van KASK & Conservatorium in Gent, waar ze onder andere designtheorie en designgeschiedenis doceert. Ze is ook docent aan de KU Leuven en was gastdocent aan de Design Academy in Eindhoven (2012-2016). Voorheen was Bouchez hoofdredacteur en oprichter van BEople (2001-2004) en A Magazine (2004-2005) en publiceerde zij artikelen in internationale kranten en tijdschriften. Als curator stelde ze tentoonstellingen samen over o.a. meubelontwerper Maarten Van Severen: Wild Thing, in samenwerking met Marij De Brabandere, huwelijkspartner van Maarten Van Severen, voor het Design Museum Gent.

## Het Wilde Ding
In mei 2017 verscheen haar boek Het Wilde Ding, een verzameling essays die een nieuwe betekenis zoekt voor de designdiscipline. Het boek is een poging om de ongrijpbare, 'innerlijke' kwaliteiten te beschrijven van gebruiksvoorwerpen, voorbij criteria als functionaliteit en ecologische duurzaamheid.

## Curatorschap tentoonstellingen
- 2011 De stoel .03 Maarten Van Severen – De geboorte van een designicoon, Design Museum Gent, i.s.m. Maarten Van Severen Foundation
- 2010 Yes, we’re Open, DRK
- 2004 Temporary Residence, for Lille Cultural Capital, in Broelmuseum Kortrijk
- 2002 Co-curator of Kunststof(f), art and design exhibition in MARTa Museum, Herford, Germany and Broel Museum, Kortrijk, Belgium, under the direction of Jan Hoet
- 1990-1994 Curator van design tentoonstellingen in design gallery, Living Design, Belgium

## Publicaties (selectie)
- Bouchez H. (2006). Maarten Van Severen. Architecture and urbanism, 3(426), 78–85.
- Bouchez H. (2005). Playtime with Rem Koolhaas. Architecture and urbanism, 419, 120–123.
- Bouchez H. (2002, 16 februari) Jean Prouvé op weg naar de hype, Financieel Economische Tijd, p. 15.
- Bouchez H. (2001, 27 april) Architect Frank O Gehry en zijn museum ontwerp, De Standaard Magazine, p. 24-29.
- Bouchez H. (2000, 13 oktober) Het visuele is bijzaak, De Standaard Magazine,p. 37-39.
- Bouchez H. (1997, 12 september) Logeren bij Le Corbusier, De Standaard Magazine, p. 26-28.
- Bouchez H. (1997) De Maestro en de onzichtbare hand. Andrea Branzi, De Standaard Magazine
- Bouchez H. (1996, februari) Terry Dawn und Antonio Citterio, Elle Decoration, p. 34-38.
- Bouchez H. (1996, 23 januari) Villa Alessi ontworpen door Aldo Rossi, Weekend Knack, p. 24-29.